# Tierra del Pan
Tierra del Pan es una comarca de la provincia de Zamora, en la comunidad autónoma de Castilla y León (España).
Esta comarca, a pesar de su gran sentido de identidad, con características geográficas, económicas, sociales e históricas afines, no cuenta con el necesario reconocimiento legal para su desarrollo administrativo, lo que ha llevado a sus municipios a organizarse en mancomunidades como única fórmula legal que les permite la optimización de la gestión de algunos servicios públicos municipales.

## Geografía
La comarca de  cuenta con algo más de 76 000 habitantes, lo que supone un 38,66% del total de la población provincial, dato que la sitúa como una de las comarcas más pobladas de la provincia de Zamora. Su capital comarcal, la ciudad de Zamora, es además el municipio que aglutina la mayor parte de la población del territorio.
Está formado por 24 municipios diseminados en un territorio de 849,59 km², lo que escasamente supone un 8% del territorio de la provincia de Zamora.
Como consecuencia de los datos aportados de población y territorio, la comarca de Tierra del Pan manifiesta una densidad de 89,75 habitantes por kilómetro cuadrado, muy superior a los 18,67 de media provincial.
Situada en el centro de la provincia de Zamora, su territorio linda con las comarcas zamoranas de Benavente y Los Valles, Tierra de Campos, Alfoz de Toro, Tierra del Vino, Sayago, Tierra de Alba, Aliste y Tierra de Tábara, todas ellas ubicadas conforme a la situación indicada en el cuadro adjunto:
| Noroeste: Tierra de Tábara     | Norte: Tierra de Campos | Noreste: Tierra de Campos |
| Oeste: Tierra de Alba - Aliste |                         | Este: Alfoz de Toro       |
| Suroeste Sayago                | Sur: Tierra del Vino    | Sureste: Alfoz de Toro    |

### Municipios
| Municipio                     | Superficie | Habitantes | Anejos                                  |
| ----------------------------- | ---------- | ---------- | --------------------------------------- |
| Algodre                       | 18,18 km²  | 184        | -                                       |
| Almaraz de Duero              | 45,61 km²  | 421        | -                                       |
| Andavías                      | 23,14 km²  | 479        | -                                       |
| Arquillinos                   | 17,64 km²  | 146        | -                                       |
| Benegiles                     | 23,33 km²  | 387        | -                                       |
| Cerecinos del Carrizal        | 17,24 km²  | 144        | -                                       |
| Coreses                       | 43,16 km²  | 1.152      | -                                       |
| Cubillos                      | 24,70 km²  | 365        | -                                       |
| La Hiniesta                   | 33,15 km²  | 332        | -                                       |
| Manganeses de la Lampreana    | 60,02 km²  | 607        | Riego del Camino                        |
| Molacillos                    | 23,68 km²  | 282        | -                                       |
| Monfarracinos                 | 22,02 km²  | 859        | -                                       |
| Montamarta                    | 56,81 km²  | 612        | -                                       |
| Moreruela de los Infanzones   | 31,26 km²  | 414        | -                                       |
| Muelas del Pan                | 72,61 km²  | 797        | Cerezal de Aliste, Ricobayo y Villaflor |
| Pajares de la Lampreana       | 27,99 km²  | 463        | -                                       |
| Palacios del Pan              | 31,75 km²  | 234        | -                                       |
| Piedrahíta de Castro          | 20,97 km²  | 127        | -                                       |
| Roales                        | 10,78 km²  | 564        | -                                       |
| San Cebrián de Castro         | 66,15 km²  | 301        | Fontanillas de Castro                   |
| San Pedro de la Nave-Almendra | 27,71 km²  | 436        | El Campillo y Valdeperdices             |
| Torres del Carrizal           | 30,35 km²  | 470        | -                                       |
| Valcabado                     | 10,11 km²  | 333        | -                                       |
| Villaseco del Pan             | 34,56 km²  | 267        | -                                       |
| Zamora                        | 149,28 km² | 66.672     | -                                       |